# 彭科伊略山 (萬卡韋利卡區)
12°54′09″S 75°04′59″W / 12.90250°S 75.08306°W
彭科伊略山（Pinqullu），是秘魯的山峰，位於該國中南部萬卡韋利卡大區，由萬卡韋利卡省的萬卡韋利卡區負責管轄，屬於安地斯山脈的一部分，海拔高度4,800米。